# Ralph Woodford
Sir Ralph Woodford baronet Carleby (ur. ?, zm. 1791) – brytyjski dyplomata. 
W latach sześćdziesiątych został przedstawicielem Wielkiej Brytanii w Hamburgu.
W latach 1772–1779 Woodford był brytyjskim ambasadorem w Danii. Poprzednio pełnił funkcję rezydenta Wielkiej Brytanii w miastach hanzeatyckich. 
Władysław Czapliński podaje wypowiedź ambasadora na temat duńskiego ministra Ove Guldberga; "...Jest uczonym i napisał doskonałą historię powszechną, zna jednak świat i sprawy państwowe z książek...".
W 1785 wysłano go (w randze komisarza handlowego) na negocjacje traktatu handlowego z Hiszpanią.